# 29654 Michaellaue
29654 Michaellaue este un asteroid din centura principală de asteroizi.

## Descriere
29654 Michaellaue este un asteroid din centura principală de asteroizi. A fost descoperit pe 18 noiembrie 1998 la Socorro, New Mexico, în cadrul proiectului LINEAR. Asteroidul prezintă o orbită caracterizată de o semiaxă mare de 2,42 ua, o excentricitate de 0,14 și o înclinație de 2,1° în raport cu ecliptica.